# 2012年太平洋颱風季
| 太平洋颱風季             |
| 主題頁 - 專題 - 編輯指南 |

2012年太平洋颱風季泛指在2012年全年內的任何時間，於赤道以北及國際換日線以西的太平洋水域，以及南中國海所產生的熱帶氣旋。雖然有關方面並沒有設下本颱風季的指定期限，但大部份於西北太平洋的熱帶氣旋通常都會於五月至十二月期間形成。
本條目的範圍僅侷限於赤道以北及國際換日線以西的太平洋及南海的水域。於赤道以北及國際換日線以東的太平洋水域產生的風暴則被稱為颶風，並被列入2012年太平洋颶風季。在西太平洋產生的熱帶風暴是由日本東京颱風中心命名，國際編號為12xx，而美國聯合颱風警報中心會把在該地區的熱帶低氣壓的編號以W字母作結。
凡進入或產生於菲律賓風暴責任範圍以內的熱帶低氣壓，菲律賓大氣地理天文部門（PAGASA）都會為它們訂立一個菲律賓名稱，作當地警報用途；此外，由於中港澳採用同一翻譯名，而台灣之翻譯名字可能有所不同，因此同一個風暴可能會有2個不同的中文名字，及有時候會有兩個不同的英文名稱（國際名字及菲律賓名字）。
以下各熱帶氣旋資訊以熱帶氣旋存在期間的最強形態為準。

## 颱風季預測

### 香港
香港天文台台長岑智明表示，香港可能提早在6月份或更早時間，受熱帶氣旋吹襲。
岑智明表示，由於受到春季反聖嬰現象影響，今年的颱風季節會提早到臨，預計會有5至8個熱帶氣旋襲港，數量屬接近或多於正常水平，今年雨量屬正常或偏少。另外，過去統計顯示，熱帶氣旋的數目，跟雨量多少無必然關連。統計過去20年紀錄，發現超過一半年份雨量偏多，估計與全球天氣變暖有關。雨勢大及短時間有大雨的情況越來越多。另外，香港天文台於2012年將繼續與政府飛行服務隊合作，利用飛機在南中國海收集氣象數據。

## 已被國際命名的熱帶氣旋

### 熱帶風暴帕卡（Pakhar）
2012年3月17日，一個低壓區在南海中部附近形成。
3月24日早上，日本氣象廳把此熱帶擾動升格為熱帶低氣壓。
3月26日早上，聯合颱風警報中心對此熱帶低氣壓發岀熱帶氣旋形成警告（TCFA）。
3月29日早上，日本氣象廳升格為熱帶風暴。
3月30日，此熱帶氣旋風眼開始形成，聯合颱風警報中心把帕卡升格為1級颱風。香港天文台升格為強烈熱帶風暴。
3月31日早上，聯合颱風警報中心把帕卡降格為熱帶風暴。
4月1日，帕卡在越南巴地頭頓省川木縣附近登陸，並開始減弱。
4月2日上午8時40分，日本氣象廳對此熱帶風暴發布最後警報。
在事后报告中，帕卡被聯合颱風警報中心降格为热带风暴。

### 強烈熱帶風暴珊瑚（Sanvu）
2012年5月21日，日本氣象廳把位於西太平洋上的熱帶擾動94W升格為熱帶性低氣壓。同日聯合颱風警報中心亦發布熱帶氣旋警告並升格為03W。
5月22日，日本氣象廳升格為熱帶風暴。
5月23日，香港天文台升格為強烈熱帶風暴，並於次天升格為颱風。
5月26日，日本氣象廳降格為熱帶風暴。
5月28日，日本氣象廳降格為溫帶氣旋。

### 颱風瑪娃（Mawar）
PAGASA:Ambo
2012年5月29日，一個熱帶擾動在帛琉西北方海面形成。
5月30日，開始往西北方向移動威力逐漸增強。
5月31日，聯合颱風警報中心發布熱帶氣旋形成警告（TCFA）給予HIGH評級，隨後日本氣象廳把位於菲律賓東南方海面的熱帶擾動升格為熱帶性低氣壓。
6月1日，菲律賓大氣地理天文部門命名為Ambo，香港天文台於同日升格為熱帶風暴。
6月2日下午2時，日本氣象廳升格為強烈熱帶風暴，隔日升格為颱風。
6月3日，日本氣象廳將其升格為颱風。
6月5日，香港天文台及日本氣象廳分別將瑪娃降格為強烈熱帶風暴。
6月6日，瑪娃演變為溫帶氣旋。

### 颱風古超（Guchol）
PAGASA:Butchoy
2012年6月11日上午，聯合颱風警報中心把位於西太平洋上的熱帶擾動升格為熱帶性低氣壓。
6月12日下午3時，日本氣象廳將它升格為熱帶風暴。
6月14日上午，日本氣象廳升格為強烈熱帶風暴，聯合颱風警報中心升格為一級颱風。同日晚上，聯合颱風警報中心升格為二級颱風。
6月15日，此熱帶氣旋開始形成風眼。
6月16日上午9時，日本氣象廳將它升格為颱風，聯合颱風警報中心升格為三級颱風。下午10時，聯合颱風警報中心升格為四級超級颱風。
6月19日下午4時，在日本和歌山縣南部登陸，橫越志摩半島進入伊勢灣。下午7時，在日本愛知縣東部再登陸。晚間橫越中部地方、關東地方和東北地方後進入西太平洋，並減弱為熱帶性低氣壓。
6月20日上午9時，轉化溫帶氣旋。

### 強烈熱帶風暴泰利（Talim）
PAGASA:Carina
2012年6月16日，日本氣象廳把位於南海北面的熱帶擾動92W升級為熱帶低氣壓，並發出烈風警告。
6月17日上午10時45分，香港天文台把該低壓區正式升為熱帶低氣壓。下午7時30分，聯合颱風警報中心發出熱帶氣旋形成警報，升至High評級。晚上較後時間，中央氣象台升級為熱帶風暴。
6月18日凌晨，日本氣象廳亦把熱帶低氣壓升級為熱帶風暴。上午4時45分，香港天文台亦把泰利升為熱帶風暴。下午10時45分，香港天文台把泰利升為強烈熱帶風暴。
6月19日12时，中央气象台将泰利升级为强热带风暴。晚上，日本氣象廳亦跟隨升級。
6月20日上午8時45分，天文台把泰利降級為熱帶風暴。
6月21日，上午4時35分，日本氣象廳將其降級為熱帶低氣壓。上午5時45分，天文台亦把泰利降級為熱帶低氣壓。同日上午11時45分，香港天文台把泰利降為低壓區。

### 熱帶風暴杜蘇芮（Doksuri）
PAGASA: Dindo
2012年6月25日上午8時，日本氣象廳把位於菲律賓東方海面的熱帶擾動為熱帶低氣壓。下午3時，日本氣象廳發佈烈風警報。
6月26日上午1時，聯合颱風警報中心發佈熱帶氣旋形成警報。上午11時45分，香港天文台表示菲律賓以東海域的低壓區已增強成熱帶低氣壓。下午9時，日本氣象廳把該熱帶低氣壓升級為熱帶風暴。下午11時前，聯合颱風警報中心升格為熱帶低氣壓。
6月27日上午4時，香港天文台把杜蘇芮升為熱帶風暴。
6月28日，聯合颱風警報中心把杜蘇芮降為熱帶低氣壓；另一方面，中央氣象台把杜蘇芮升為強熱帶風暴。
6月30日上午3時30分，中央氣象台表示強烈熱帶風暴杜蘇芮中心已在珠海市南水鎮沿海登陸。同日上午7時45分，香港天文台把杜蘇芮降級為熱帶低氣壓；上午11時45分，香港天文台把杜蘇芮降為低壓區。

### 強烈熱帶風暴卡努（Khanun）
PAGASA: Enteng
2012年7月15日上午9時，日本氣象廳把位於關島西北方的熱帶擾動91W升格為熱帶性低氣壓，並發布烈風警報（GW），同天聯合颱風警報中心發出熱帶氣旋形成警報，稍晚升格為熱帶低氣壓。
7月16日下午3時，日本氣象廳將之升格為熱帶風暴。
7月18日下午6時，登陸大韓民國濟州特別自治道西歸浦市沿海後迅速出海且強度減弱為熱帶風暴，不久在於大韓民國全羅南道海南郡沿海登陸，並持續向內陸進入。
7月19日上午9時，日本氣象廳降格為熱帶低氣壓，聯合颱風警報中心也發出最後報告。

### 颱風韋森特（Vicente）
PAGASA: Ferdie
2012年7月17日至18日，一對流區在菲律賓東方海面脫離強烈熱帶風暴卡努環流並獨立發展為低壓區92W。
7月18日下午9時，日本氣象廳把92W升級為熱帶低氣壓。
7月20日上午9時，日本氣象廳發出烈風警告。下午4時，聯合颱風警報中心發出熱帶氣旋形成警報。7月20日晚上，聯合颱風警報中心把92W升級為熱帶低氣壓。
7月21日下午9時，日本氣象廳將該熱帶低氣壓升為熱帶風暴。同日下午11時45分，香港天文台亦把韋森特升為熱帶風暴。
7月22日，韋森特在引導氣流微弱的情況下，明顯減速移動；但移動緩慢之時亦有所加強。
7月23日，韋森特開始向北移動並迅速增強。上午3時45分，香港天文台把韋森特升為強烈熱帶風暴。同日上午10時，中央氣象台把韋森特升為颱風。下午1時45分，香港天文台把韋森特升為颱風，更在下午11時25分，把韋森特進一步升為強颱風，表示「過去數小時，韋森特急劇增強為強颱風」。差不多同一時間，聯合颱風警報中心將此風暴由一級颱風直接升為四級颱風。
7月24日凌晨12時45分，香港天文台發出十號颶風信號。這是自1999年颱風約克後，香港天文台首個發出的十號颶風信號；亦是自長洲訊號站關閉後，首個「發出」而非「懸掛」的十號颶風信號。而在澳門方面，上午2時15分，地球物理暨氣象局發出九號風球。是自當地自1999年颱風約克後首個發出的九號風球；亦是自澳門回歸後首個九號風球。
7月24日上午4時15分，韋森特在中國台山市赤溪鎮沿海附近登陸。上午4時45分，香港天文台把韋森特降級為颱風。上午9時45分，香港天文台把韋森特降為強烈熱帶風暴。下午2時45分，把韋森特進一步降為熱帶風暴。
7月25日凌晨12時45分，香港天文台把韋森特降為熱帶低氣壓。韋森特突然改向西南移動，進入越南北部，仍然維持強度至中午過後。下午4時15分，香港天文台把韋森特降級為低壓區。

### 颱風蘇拉（Saola）
PAGASA: Gener
2012年7月22日，一個低壓區在帛琉東北東海面形成。
7月26日，日本氣象廳升格為熱帶低氣壓。
7月27日上午6時，日本氣象廳發布烈風警報，同日聯合颱風警報中心發布熱帶氣旋形成警報。
7月28日上午7時45分，香港天文台將其升格為熱帶低氣壓。上午9時，日本氣象廳將其升級為熱帶風暴。
7月29日上午9時，日本氣象廳把蘇拉升格為強烈熱帶風暴。同日下午4時15分，香港天文台亦把蘇拉升格為強烈熱帶風暴。
7月30日下午6時30分，香港天文台把蘇拉升格為颱風。
8月1日上午2時，日本氣象廳把蘇拉升格為颱風。
8月2日上午3時20分，在台灣花蓮縣秀林鄉登陸，隨後在花蓮陸地出現不規則路徑。上午6時15分，在花蓮市南方附近出海，繼續向北北西移動。下午2時15分，風暴中心再次移入台灣，於台灣新北市貢寮區登陸。蘇拉掠過台灣後再次移至海上。
8月3日午夜12時，中央氣象台把蘇拉降格為強烈熱帶風暴。上午3時30分，香港天文台亦把蘇拉降格為強烈熱帶風暴。同日上午6時50分，蘇拉在福建省福鼎市秦屿镇沿海一帶登陸。上午10時，中央氣象台把蘇拉降格為熱帶風暴。上午11時45分，香港天文台把蘇拉降格為熱帶風暴。同日下午9時，把蘇拉降格為熱帶低氣壓。下午11時，中央氣象台停止編號。
8月4日，蘇拉繼續減弱，香港天文台在凌晨把蘇拉降格為熱帶低氣壓。上午7時45分，香港天文台把蘇拉降為低壓區。

### 颱風達維（Damrey）
2012年7月26日，一個熱帶擾動於關島東北方海面形成。
7月27日，日本氣象廳升格為熱帶性低氣壓。上午9時，日本氣象廳發布烈風警報。
7月28日，聯合颱風警報中心發布熱帶氣旋形成警報，同日晚間日本氣象廳將其升格為熱帶風暴。
7月29日上午2時，中央氣象局將其升格為輕度颱風；其後，香港天文台將其升格為熱帶風暴。上午4時40分，日本氣象廳將其升格為強烈熱帶風暴。
8月2日，香港天文台將其升格為颱風。下午6時，日本氣象廳將其升格為颱風。同日下午9時30分左右，在中國江蘇省鹽城市響水縣陳家港鎮沿海登陸。
8月3日上午1時，中央氣象台將位於江蘇省連雲港市的達維降格為強烈熱帶風暴。上午3时，離開江蘇省进入山东省的臨沂市。同日上午9時，中央氣象台將達維降格為熱帶風暴，靠近萊蕪市一帶。
8月4日上午8時，中央氣象台降格為熱帶低氣壓。上午11時，中央氣象台停止編號。

### 颱風海葵（Haikui）
2012年8月1日，日本氣象廳把位於硫磺島東南海面的熱帶擾動99W升格為熱帶低氣壓。
8月2日上午3時，日本氣象廳發出烈風警告（Gale Warning），同日聯合颱風警報中心發布熱帶氣旋形成警報（TCFA）。稍後，聯合颱風警報中心升格為熱帶低氣壓。
8月3日上午9時，日本氣象廳升格為熱帶風暴。
8月5日下午3時，掠過鹿兒島縣沖永良部島沿海。同日下午9時，日本氣象廳升格為強烈熱帶風暴。
8月6日下午9時05分，香港天文台把海葵升格為颱風。
8月7日下午2時36分，中央氣象台將熱帶氣旋海葵升格為強颱風。同日下午8時50分，日本氣象廳將其升為颱風。下午9時45分，香港天文台把海葵進一步升格為強颱風。
8月8日上午3時20分，在浙江省寧波市象山縣鶴浦鎮登陸。上午4時13分，中央氣象台將熱帶氣旋海葵降格為颱風。下午4時，中央氣象台將海葵降格為強熱帶風暴。下午9時，中央氣象台將海葵降格為熱帶風暴。
8月9日中午12時，中央氣象台降格為熱帶低氣壓。下午8時，香港天文台將海葵降格為熱帶低氣壓。下午11時，中央氣象台對海葵停止編號。
8月10日上午3時05分，日本氣象廳將海葵降格為熱帶低氣壓。

### 強烈熱帶風暴鴻雁（Kirogi）
2012年8月3日，日本氣象廳把位於南鳥島東方海面的熱帶擾動90W升格為熱帶低氣壓。
8月4日，日本氣象廳对其發出烈風警告（Gale Warning）；同日，聯合颱風警報中心發布熱帶氣旋形成警報（TCFA）。
8月5日，聯合颱風警報中心将其升格為熱帶低氣壓。
8月6日，日本氣象廳认为其转化为一温帶氣旋。
8月7日，聯合颱風警報中心皆未將其降格，並持續發出報告。同時，日本氣象廳發佈烈風警告。
8月8日上午9時，日本氣象廳直接将其升格為熱帶風暴。
8月9日下午，日本氣象廳将其升格為強烈熱帶風暴，同日晚上降格為熱帶風暴。
8月10日下午2時40分，轉化為溫帶氣旋。同日下午3時，中央氣象台亦指鴻雁已轉化為溫帶氣旋，並停止其編號。

### 颱風啟德（Kai-tak）
PAGASA: Helen
2012年8月10日稍後，一低壓區於關島以西形成。
8月11日，該低壓區集結在菲律賓以東海域。
8月12日，日本氣象廳把該低壓區升級為熱帶低氣壓，及後聯合颱風警報中心發布熱帶氣旋形成警報（TCFA）。同日下午10時，香港天文台亦正把該低壓區升級為熱帶低氣壓。
8月13日上午9時，日本氣象廳把該熱帶低氣壓升為熱帶風暴。上午11時45分，香港天文台亦把熱帶低氣壓啟德升為熱帶風暴。
8月14日下午11時，中央氣象台把啟德升為強熱帶風暴。
8月15日上午5時，啟德登陸菲律賓伊莎貝拉省帕拉南。同日下午7時45分，香港天文台把啟德升為強烈熱帶風暴。下午11時50分，日本氣象廳亦把啟德升為強烈熱帶風暴。
8月16日凌晨，聯合颱風警報中心把啟德升為一級颱風。上午5時，中央氣象台亦把啟德升為颱風；上午8時45分，香港天文台把啟德升為颱風。
8月17日下午12時30分，啟德登陸中國廣東省湛江市麻章区東簡鎮沿海。下午3時，日本氣象廳把啟德降格為強烈熱帶風暴。下午9時45分，香港天文台把啟德降級為強烈熱帶風暴。下午10時18分，中央氣象台亦降為強熱帶風暴。
8月18日上午3時05分，中央氣象台將啟德降為熱帶風暴。上午5時45分，香港天文台亦把啟德降為熱帶風暴。日本氣象廳在上午把啟德降為熱帶風暴。下午2時40分，日本氣象廳降格為熱帶低氣壓。下午2時51分，中央氣象台降格為熱帶低氣壓。下午5時，中央氣象台停止其編號。下午4時15分，香港天文台把啟德降為熱帶低氣壓。下午7時45分，香港天文台並把啟德降為低壓區。

### 颱風天秤（Tembin）
PAGASA: Igme
2012年8月17日，日本氣象廳把位於台灣以東的熱帶擾動96W升格為熱帶性低氣壓。8月18日，日本氣象廳对其發出烈風警告（Gale Warning）。同日香港天文台、中央氣象台也將它升格為熱帶性低氣壓。
8月19日上午2時，聯合颱風警報中心發佈熱帶氣旋形成警報。9時，日本氣象廳將其升格為熱帶風暴；11時，聯合颱風警報中心升格為熱帶低氣壓。
8月20日上午2時，中央氣象台將其升格為強熱帶風暴，上午5時升格為颱風，同時日本氣象廳升格為強烈熱帶風暴。上午8時，日本氣象廳升格為颱風，中央氣象局將其升格為中度颱風。下午2時，中央氣象台、香港天文台升格為強颱風，聯合颱風警報中心升格為一級颱風，其後升格為二級颱風，下午8時，升格為三級颱風。
8月21日上午8時，受北方冷心低壓影響，颱風天秤的極向流出改善，聯合颱風警報中心将其升格為四級颱風。下午2時，受北方冷心低壓的乾空氣影響，降格為三級颱風。隨後更降格二級颱風。
8月22日上午7時，中央氣象台將天秤降格為颱風。上午7時45分，香港天文台將其降格為颱風。8月23日上午7時，中央氣象台將天秤升格為強颱風。上午9時45分，香港天文台將其升格為強颱風。
8月24日上午9時，中央氣象台將天秤降格為颱風。同時，日本氣象廳降格為強烈熱帶風暴。上午11時45分，香港天文台把天秤再度降為颱風。下午6時，中央氣象局將天秤降格為輕度颱風。
8月25日上午8時，中央氣象台把天秤降為強烈熱帶風暴，然而下午1時又再次升格為颱風。8月26日上午2時，中央氣象局把天秤再次升格為中度颱風。同日下午，聯合颱風警報中心把天秤降為一級颱風。
8月26日上午2時，中央氣象局再度把天秤升為中度颱風。同日上午，聯合颱風警報中心一度把天秤升格為三級颱風，其後降格為二級颱風。
8月27日上午，聯合颱風警報中心將天秤降格為一級颱風。
8月28日上午，聯合颱風警報中心將天秤降格為熱帶風暴。上午11時30分，中央氣象局將天秤降格為輕度颱風。下午7時45分，香港天文台將天秤降格為強烈熱帶風暴。下午8時，中央氣象台把天秤降為強熱帶風暴。
8月29日下午5時，中央氣象台第三度將天秤升格為颱風。下午9時，中央氣象台再次把天秤降為強熱帶風暴。
8月30日上午9時，中央氣象台把天秤降為熱帶風暴。其後，聯合颱風警報中心對天秤發出最後的警報。同日下午，中央气象台將天秤降为熱帶低氣壓；並於下午2時对其停止编号。下午3時45分，香港天文台將天秤降為熱帶風暴。同日下午，日本氣象廳把天秤降為熱帶風暴。下午9時，日本氣象廳把天秤降為温带气旋。
其後，於日本氣象廳所發佈的最佳路徑中，日本氣象廳把天秤的風速下調為80節，氣壓上調至950hPa。

### 颱風布拉萬（Bolaven）
PAGASA: Julian
2012年8月17日晚間，一個熱帶擾動於關島西南方海面上形成。
8月19日上午8時，日本氣象廳升格為熱帶低氣壓，同日下午聯合颱風警報中心為此熱帶擾動發出熱帶氣旋形成警報（TCFA）。
8月20日上午，聯合颱風警報中心升格為熱帶低氣壓，日本氣象廳同時發佈烈風警報，並於同日下午升格為熱帶風暴，並於隔日上午升格為強烈熱帶風暴。
8月21日下午8時，日本氣象廳将其升格為颱風。8月22日上午5時，中央氣象台將煲辣雲升格為颱風。8月23日下午，聯合颱風警報中心升格為三級颱風。
8月24日上午3時，中央氣象台將煲辣雲升格為強颱風。上午9時45分，香港天文台將煲辣雲升格為強颱風。同日上午，聯合颱風警報中心將布拉萬升格為四級颱風。
8月25日下午5時，中央氣象台將煲辣雲升格為超強颱風。
8月26日上午8時，中央氣象局將煲辣雲升格為強烈颱風，同時香港天文台亦將煲辣雲升格為超強颱風。同日下午，聯合颱風警報中心降格為三級颱風。
8月27日上午，聯合颱風警報中心降格為二級颱風。上午2時，中央氣象局將煲辣雲降格為中度颱風。上午9時，中央氣象台將煲辣雲降格為強颱風。上午9時45分，香港天文台亦將煲辣雲降格為強颱風。同日下午，聯合颱風警報中心降格為一級颱風。下午10時，中央氣象台將煲辣雲降格為颱風。其後，香港天文台亦將煲辣雲降格為颱風。
8月28日上午，聯合颱風警報中心將布拉萬降格為熱帶風暴。同日上午，中央氣象局將煲辣雲降格為輕度颱風。下午3時，日本氣象廳將其降格為強烈熱帶風暴。下午8時，中央氣象台將布拉萬降格為強熱帶風暴。
8月29日凌晨，中央氣象台將煲辣雲降格为热带风暴。上午5時，聯合颱風警報中心將其降格為熱帶低氣壓，並發出最後的警報。同日上午，日本氣象廳將其降格為熱帶風暴。下午2時，中央氣象台將煲辣雲降格為熱帶低氣壓；下午5时，中央气象台对其停止编号。下午3時，日本氣象廳將其降格為溫帶氣旋。同日下午，聯合颱風警報中心將其降格為溫帶氣旋。

### 颱風三巴（Sanba）
PAGASA:Karen
2012年9月10日，一個熱帶擾動在帛琉以東近海的海面上形成，上午3時聯合颱風警報中心評為MEDIUM，上午8時日本氣象廳升為熱帶低氣壓。下午10時，聯合颱風警報中心發出熱帶氣旋形成警報（TCFA），評級升為HIGH。
9月11日上午3時，日本氣象廳對其發出烈風警報，同時聯合颱風警報中心升為熱帶低氣壓，並給予編號17W。上午9時5分，日本氣象廳升格為熱帶風暴。下午5時，聯合颱風警報中心升格為熱帶風暴。
9月12日下午5時，聯合颱風警報中心升格為一級颱風。下午8時45分，日本氣象廳升為強烈熱帶風暴。
9月13日上午6時45分，日本氣象廳升為颱風。上午11時，聯合颱風警報中心升格為二級颱風。下午5時，聯合颱風警報中心將三巴的強度由二級颱風跳升為四級颱風。下午11時，升為超級颱風。
9月14日上午5時，聯合颱風警報中心升為五級超級颱風，為今年太平洋颱風季第一個五級超級颱風，亦是今年全球第一個五級熱帶氣旋，一分鐘平均最大風速修正為155kts（285km/h）。下午11時，減弱為四級颱風。
9月15日上午5時，聯合颱風警報中心由超級颱風降為颱風，風眼被填塞，風速不斷減弱。上午11時，降為三級颱風。
9月16日上午11時，聯合颱風警報中心降為二級颱風。
9月17日上午11時，聯合颱風警報中心降為一級颱風。下午2時45分，日本氣象廳降為強烈熱帶風暴。下午5時，聯合颱風警報中心降為熱帶風暴，並發出最後警告。下午8時45分，日本氣象廳降格為熱帶風暴。
9月18日上午8時50分，日本氣象廳将其降格为温带气旋。

### 颱風杰拉華（Jelawat）
PAGASA:Lawin
2012年9月18日，一個熱帶擾動在關島以東海面上形成，同日下午聯合颱風警報中心評為LOW。
9月19日下午4時，聯合颱風警報中心升為MEDIUM。
9月20日上午7時，聯合颱風警報中心發佈熱帶氣旋形成警報。隨後日本氣象廳升為熱帶低氣壓。下午2時，日本氣象廳發出烈風警報。下午8時，聯合颱風警報中心升格為熱帶低氣壓18W。
9月21日上午2時，日本氣象廳升格為熱帶風暴。隨後聯合颱風警報中心亦升為熱帶風暴。下午2時，日本氣象廳升格為強烈熱帶風暴。
9月23日上午8時，日本氣象廳升格為颱風，同時聯合颱風警報中心亦升為一級颱風，同日下午2時，聯合颱風警報中心升格為三級颱風，下午8時升為四級颱風。
9月24日上午2時，聯合颱風警報中心升為四級超級颱風，下午2時降為四級颱風，下午8時又再次升為四級超級颱風。
9月25日上午2時，聯合颱風警報中心升為五級颱風，繼颱風三巴之後第二個五級超級颱風，風速140kts。
9月26日上午8時，聯合颱風警報中心降為四級超級颱風。
9月28日上午8時，聯合颱風警報中心降為四級颱風。下午8時，聯合颱風警報中心降為三級颱風。
9月29日下午2時，聯合颱風警報中心降為二級颱風。
9月30日上午4時，聯合颱風警報中心降為一級颱風。下午2時，聯合颱風警報中心降為熱帶風暴。
10月1日上午2時，日本氣象廳降格為強烈熱帶風暴。同時，聯合颱風警報中心發佈最後的警報（Final Warning）。下午3時，日本氣象廳降格為熱帶風暴。下午8時40分，日本氣象廳降為溫帶氣旋。

### 強烈熱帶風暴艾雲尼（Ewiniar）
2012年9月22日早上，一個熱帶擾動在關島以西海面上形成。
9月23日上午11時30分，聯合颱風警報中心評為LOW。下午2時，聯合颱風警報中心升為MEDIUM，隨後日本氣象廳升為熱帶低氣壓，並對其發出烈風警報。下午8時30分，聯合颱風警報中心發布熱帶氣旋形成警報（TCFA）。
9月24日上午8時，聯合颱風警報中心升為熱帶低氣壓。同日下午8時，日本氣象廳升為熱帶風暴，並命名為艾雲尼，同時聯合颱風警報中心亦升為熱帶風暴。
9月26日下午5時，日本氣象廳升為強烈熱帶風暴。
9月29日上午9時，日本氣象廳降為熱帶風暴。下午8時，聯合颱風警報中心發佈最後的警報（Final Warning）。
9月30日上午9時，日本氣象廳降格為温帶氣旋。

### 強烈熱帶風暴馬力斯（Maliksi）
2012年9月27日上午，一個熱帶擾動在密克羅尼西亞聯邦楚克東北海面上形成。
9月28日下午2時，聯合颱風警報中心評為LOW。
9月29日下午2時，聯合颱風警報中心升為MEDIUM。同日下午9時30分，日本氣象廳升為熱帶低氣壓並發出烈風警報。
9月30日上午10時，聯合颱風警報中心發布熱帶氣旋形成警報。同日晚上，聯合颱風警報中心升為熱帶低氣壓。
10月1日下午3時20分，日本氣象廳升格為熱帶風暴。
10月2日上午2時，聯合颱風警報中心升為熱帶風暴。
10月3日上午5時45分，日本氣象廳升格為強烈熱帶風暴。
10月4日上午5時，聯合颱風警報中心發出最後的警報。下午2時50分，日本氣象廳降為溫帶氣旋。

### 強烈熱帶風暴格美（Gaemi）
PAGASA:Marce
2012年9月28日下午，一個熱帶擾動在越南以東海面上形成。
9月29日下午2時，聯合颱風警報中心評為LOW。同日下午9時35分，日本氣象廳升為熱帶低氣壓並發出烈風警報。
9月30日下午2時，聯合颱風警報中心評為MEDIUM，同日下午8時發布熱帶氣旋形成警報。
10月1日下午8時，聯合颱風警報中心将其升為熱帶低氣壓。下午9時30分，日本氣象廳将其升為熱帶風暴。
10月2日上午5時，聯合颱風警報中心將其升為熱帶風暴。
10月3日下午3時10分，日本氣象廳將其升格為強烈熱帶風暴。
10月4日上午9時10分，日本氣象廳將其降為熱帶風暴。
10月6日下午7時，格美在越南富安省绥和市登陆。下午8時45分，日本氣象廳降為熱帶低氣壓。
10月10日，在穿越中南半島進入孟加拉灣後重新增強，IMD將其升格為强低气压BOB 1，不久朝東北登陸孟加拉後消散，根據媒體報導該低氣壓登陸後造成至少30人死亡。

### 颱風派比安（Prapiroon）
PAGASA:Nina
2012年10月4日下午，一熱帶擾動在關島西北約150海里的海面上形成。
10月5日上午9時25分，日本氣象廳將一低壓區升格為熱帶低氣壓，並同時發出烈風警報。同日下午2時聯合颱風警報中心評為MEDIUM。
10月7日上午1時30分，聯合颱風警報中心發布熱帶氣旋形成警報。下午9時05分，日本氣象廳升格為熱帶風暴，隨後下午11時，聯合颱風警報中心升格為熱帶低氣壓。
10月8日上午5時，聯合颱風警報中心升格為熱帶風暴。上午8時45分，日本氣象廳升格為強烈熱帶風暴。
10月9日上午2時45分，日本氣象廳升格為颱風。上午11時，聯合颱風警報中心升格為一級颱風。
10月10日上午11時，聯合颱風警報中心升格為二級颱風。
10月12日上午11時，聯合颱風警報中心升格為三級颱風。下午5時，聯合颱風警報中心降格為二級颱風。
10月13日上午11時，聯合颱風警報中心降格為一級颱風。
10月16日上午8時，日本氣象廳降格為強烈熱帶風暴。同日下午5時，聯合颱風警報中心降格為熱帶風暴。
10月19日上午8時，聯合颱風警報中心發出最後的警報，指派比安將轉化為溫帶氣旋。同日下午8時45分，日本氣象廳降格為溫帶氣旋。

### 強烈熱帶風暴瑪莉亞（Maria）
2012年10月10日，一個熱帶擾動在關島以東海面上形成。
10月13日上午，日本氣象廳升格為熱帶低氣壓。同日下午2時，聯合颱風警報中心評為LOW，同時日本氣象廳發出警告（Warning）。
10月14日上午8時，聯合颱風警報中心發出熱帶氣旋形成警報（TCFA）。同日下午2時，聯合颱風警報中心升格為熱帶低氣壓，同時日本氣象廳對其發出烈風警報。下午8時，日本氣象廳升格為熱帶風暴。下午11時，聯合颱風警報中心升格為熱帶風暴。
10月15日上午8時，日本氣象廳升格為強烈熱帶風暴。
10月18日下午3時，日本氣象廳降格為熱帶風暴。
10月19日上午9時，日本氣象廳降格為熱帶低氣壓。上午11時，聯合颱風警報中心降格為熱帶低氣壓。下午11時，聯合颱風警報中心發出最後的警報。

### 颱風山神（Son-Tinh）
PAGASA: Ofel
2012年10月19日晚上，一個熱帶擾動在雅蒲島東南海面上形成。
10月21日下午5時30分，聯合颱風警報中心評為LOW。同日下午8時，日本氣象廳升格為熱帶低氣壓。
10月22日上午9時10分，日本氣象廳對其發出烈風警報。同日下午2時，聯合颱風警報中心評為MEDIUM。下午6時30分，聯合颱風警報中心發出熱帶氣旋形成警報（TCFA）。下午7時，聯合颱風警報中心評為HIGH。
10月24日上午3時05分，日本氣象廳升格為熱帶風暴。上午5時，聯合颱風警報中心升格為熱帶低氣壓。上午11時，聯合颱風警報中心升格為熱帶風暴。
10月26日下午2時，日本氣象廳升格為強烈熱帶風暴。
10月27日上午5時，聯合颱風警報中心升格為一級颱風。下午2時45分，日本氣象廳升格為颱風。下午9時，聯合颱風警報中心將此風暴由一級颱風直接升至三級颱風。
10月28日下午11時，聯合颱風警報中心降格為二級颱風。
10月29日上午2時45分，日本氣象廳降格為強烈熱帶風暴。上午5時，聯合颱風警報中心降格為一級颱風。上午9時45分，日本氣象廳降格為熱帶風暴。上午11時，聯合颱風警報中心降格為熱帶風暴，並發出最後的警報。下午2時45分，日本氣象廳降格為熱帶低氣壓。

### 颱風寶霞（Bopha）
PAGASA: Pablo
2012年11月23日凌晨，一個熱帶擾動在波納佩以南海面上形成，臨時編號90W。同日下午4時，集結於波納佩以南650公里海面上，聯合颱風警報中心評為LOW。
11月25日上午1時30分，聯合颱風警報中心升至MEDIUM。晚上重新編號為91W。
11月26日上午1時，聯合颱風警報中心發布熱帶氣旋形成警報。上午3時20分，日本氣象廳升格為熱帶性低氣壓，並對其發布烈風警報。上午5時，聯合颱風警報中心升格為熱帶性低氣壓。
11月27日上午3時15分，日本氣象廳升格為熱帶風暴。上午11時，聯合颱風警報中心升格為熱帶風暴。
11月30日上午8時45分，日本氣象廳升格為強烈熱帶風暴。下午5時，聯合颱風警報中心升格為一級颱風。
12月1日上午2時40分，日本氣象廳升格為颱風。上午5時，聯合颱風警報中心升格為二級颱風。上午11時，聯合颱風警報中心直接由二級颱風跳升為四級颱風。
12月3日上午11時，聯合颱風警報中心降格為三級颱風。下午5時，聯合颱風警報中心再次升格為四級颱風。下午11時，聯合颱風警報中心升格為五級超級颱風，最大风速有150kt（280km/h）。
12月4日上午8時，聯合颱風警報中心降格為三級颱風。下午5時，聯合颱風警報中心降格為二級颱風。下午11時，聯合颱風警報中心降格為一級颱風。
12月6日下午5時，聯合颱風警報中心降格為熱帶風暴。
12月7日上午8時45分，日本氣象廳降格為強烈熱帶風暴。下午2時45分，日本氣象廳再次升格為颱風，隨後聯合颱風警報中心亦升格為一級颱風。下午10時，聯合颱風警報中心直接由一級颱風跳升為四級颱風，隨後降格為三級颱風。下午11時，聯合颱風警報中心降格為二級颱風。下午11時50分，日本氣象廳降格為強烈熱帶風暴。
12月9日上午2時50分，日本氣象廳降格為熱帶風暴。上午5時，聯合颱風警報中心降格為熱帶風暴。上午11時，聯合颱風警報中心降格為熱帶低氣壓，並發出最後的警報。下午2時45分，日本氣象廳降格為熱帶低氣壓。
菲律賓大氣地球物理和天文管理局基於風暴對當地造成嚴重傷亡，故將Bablo除名。

### 熱帶風暴悟空（Wukong）
PAGASA: Quinta
2012年12月18日下午，一個熱帶擾動在關島以西南海面上形成，聯合颱風警報中心編號93C，其後修改為93W。
12月20日下午10時，聯合颱風警報中心評為LOW。
12月22日下午2時，聯合颱風警報中心取消評級。
12月24日凌晨，向西移動至帛琉以東海面上再度發展。上午9時30分，日本氣象廳升格為熱帶低氣壓，並發出烈風警報。下午2時，聯合颱風警報中心再次評為LOW。下午11時30分，聯合颱風警報中心發布熱帶氣旋形成警告。
12月25日上午5時，聯合颱風警報中心升格為熱帶低氣壓。上午9時15分，日本氣象廳升格為熱帶風暴。
12月26日上午5時，聯合颱風警報中心升格為熱帶風暴。
12月27日上午5時，聯合颱風警報中心降格為熱帶低氣壓，並發出最後的警報（第9報）。
12月28日上午5時，聯合颱風警報中心再次升格為熱帶低氣壓，並發出警報（第10報）。下午2時35分，日本氣象廳降格為熱帶低氣壓。下午11時，聯合颱風警報中心再次發出最後的警報（第13報）。
12月29日上午7时，中央气象台最后一报，指出悟空已经明显减弱。（第14报）

## 未被國際命名的熱帶氣旋
除了被日本氣象廳命名的熱帶氣旋外，還有一些沒被命名的熱帶性低氣壓和被聯合颱風警報中心認為是熱帶風暴的熱帶氣旋。以下列出那些熱帶氣旋的資料。

### 熱帶性低氣壓91W
2012年1月13日下午8時，日本氣象廳把位於南海南部的熱帶擾動91W升格為熱帶性低氣壓。

### 熱帶性低氣壓01W
2012年2月17日，日本氣象廳為南海南部的01W升格為熱帶性低氣壓並發出烈風警告。

### 副熱帶性低氣壓90C
2012年4月8日，日本氣象廳把位於太平洋的熱帶擾動90C升格為副熱帶低氣壓，並發出一般警告（Warning）。

### 熱帶性低氣壓97W
2012年4月29日，日本氣象廳把位於菲律賓東南方海面的熱帶擾動97W升格為熱帶性低氣壓。4月30日晚上，登陸於菲律賓西達沃省唐馬塞利諾。隨後，日本氣象廳將其降格為低氣壓。

### 熱帶性低氣壓96W
2012年7月1日，日本氣象廳把位於菲律賓東方海面的熱帶擾動升格為熱帶性低氣壓。較早前聯合颱風警報中心亦曾為此熱帶擾動發出熱帶氣旋形成警報，但後來取消了。
7月3日，聯合颱風警報中心再為此熱帶擾動發出熱帶氣旋形成警報，此熱帶擾動有機會在南海死灰復燃。
7月4日，聯合颱風警報中心其後再度取消熱帶氣旋形成警報。

### 熱帶性低氣壓92W
2012年8月5日，一非熱帶低壓於中途島東南偏東形成。
8月7日，此低壓橫過國際換日線，進入西北太平洋。
8月9日，日本氣象廳升格位於日界线西方海面的熱帶擾動92W為熱帶低氣壓。
8月10日，聯合颱風警報中心為此熱帶擾動發出熱帶氣旋形成警報。
8月11日，再度進入太平洋中部。聯合颱風警報中心取消熱帶氣旋形成警報。

### 熱帶性低氣壓99W
2012年8月23日，一個熱帶擾動在大韓民國濟州島以西南偏南方的海面上形成，隨後日本氣象廳升為熱帶低氣壓。

### 熱帶性低氣壓99W/90W
2012年9月10日，兩個熱帶擾動先後在東京的東南偏東遠洋的海面上形成，上午11時，聯合颱風警報中心將99W評為MEDIUM，下午8時，日本氣象廳升為熱帶低氣壓，定位在99W中心處。
9月11日上午8時，聯合颱風警報中心將另一對流較強、強度相若的熱帶擾動90W評為MEDIUM。因99W與90W相當接近，發生藤原效應而互旋，99W有可能被併入熱帶擾動90W中。
9月12日，99W和90W合併。上午8時，日本氣象廳對其發出一般警告（Warning）。兩熱帶擾動在日間合併後99W減弱並消散，90W的低層環流中心則切換至原99W的中心處繼續發展。
9月13日上午2時，聯合颱風警報中心撤消其編號，上午9時，聯合颱風警報中心指90W已轉化為副熱帶氣旋，並取消其MEDIUM評級。
9月14日上午2時，日本氣象廳取消其一般警告，其後在海上消散。

### 熱帶性低氣壓25W
2012年11月12日上午，一個熱帶擾動在山打根東北海面上形成。下午8時，日本氣象廳升為熱帶性低氣壓。下午10時30分，移至文萊東北320公里海面上，聯合颱風警報中心評為LOW。
11月13日下午2時，聯合颱風警報中心升為MEDIUM。下午10時30分，聯合颱風警報中心發布熱帶氣旋形成警報。
11月14日上午3時10分，日本氣象廳對其發布烈風警報。下午4時，聯合颱風警報中心升為熱帶性低氣壓。下午11時，中央水文氣象預報中心預料熱帶低氣壓將於明天晚上在朔莊省至薄寮省附近登陸，平順省至金甌省（包括西沙群島至崑崙島一帶）受6至7級強風影響，陣風8至9級。
11月15日上午5時，聯合颱風警報中心對其發出最後警告，指熱帶低氣壓25W受高垂直風切變和於12小時後登陸越南南部影響，將會轉弱。下午9時15分，日本氣象廳將烈風警報降為一般警告（Warning）。下午10時30分，中央水文氣象預報中心發出最後的風暴更新，指25W集結於巴地頭頓省至金甌省沿海，並已由熱帶低氣壓減弱為低壓區。
11月16日上午2時，日本氣象廳取消其一般警告，但仍維持熱帶低氣壓。其後在日間消散。

## 熱帶氣旋時間表
以下時間線列出本年度的颱風生成及消散時間，而各風暴的詳情可參見上面的章節。

## 熱帶氣旋名單
西北太平洋的熱帶氣旋是由日本氣象廳東京颱風中心命名。當該熱帶氣旋被日本氣象廳升格了為熱帶風暴後，就會使用下列名單中的名字。名字是根據以下名單而定，不按年度劃分。風暴名字是由世界氣象組織颱風小組的成員提供，14個成員國和地區各自提交10個名稱，並以該國英文名稱按字母順序排列。在2012年使用的名字清單中，新名字「雷伊」取代了「凡亞比」。本年未用名稱以灰色表示，黑體字表示今年已經使用過。2012年的風暴名稱可能會與2000年、2005年或2006年的部分風暴名稱相同。
| 提供國家／地區 | 名稱        | 名稱   | 名稱   | 名稱   | 名稱        |
| -------------- | ----------- | ------ | ------ | ------ | ----------- |
| 柬埔寨         | 達維 1210   | 康妮   | 娜基莉 | 科羅旺 | 莎莉嘉      |
| 中國           | 海葵 1211   | 玉兔   | 風神   | 杜鵑   | 海馬        |
| 朝鮮           | 鴻雁 1212   | 桃芝   | 海鷗   | 彩虹   | 米雷        |
| 香港           | 啟德 1213   | 萬宜   | 鳳凰   | 彩雲   | 馬鞍        |
| 日本           | 天秤 1214   | 天兔   | 北冕   | 巨爵   | 蠍虎        |
| 老撾           | 布拉萬 1215 | 帕布   | 巴蓬   | 薔琵   | 洛坦        |
| 澳門           | 三巴 1216   | 蝴蝶   | 黃蜂   | 煙花   | 梅花        |
| 馬來西亞       | 杰拉華 1217   | 聖帕   | 鸚鵡   | 茉莉   | 苗柏        |
| 密克罗尼西亚   | 艾雲尼 1218 | 菲特   | 森拉克 | 尼伯特 | 南瑪都      |
| 菲律賓         | 馬力斯 1219 | 丹娜絲 | 黑格比 | 盧碧   | 塔拉斯      |
| 韓國           | 格美 1220   | 百合   | 薔薇   | 銀河   | 奧鹿        |
| 泰國           | 派比安 1221 | 韋帕   | 米克拉 | 妮妲   | 玫瑰        |
| 美國           | 瑪莉亞 1222 | 范斯高 | 海高斯 | 奧麥斯 | 洛克        |
| 越南           | 山神 1223   | 利奇馬 | 巴威   | 康森   | 桑卡        |
| 柬埔寨         | 寶霞 1224   | 羅莎   | 美莎克 | 燦都   | 納沙        |
| 中國           | 悟空 1225   | 海燕   | 海神   | 電母   | 海棠        |
| 朝鮮           | 清松        | 楊柳   | 紅霞   | 蒲公英 | 尼格        |
| 香港           | 珊珊        | 玲玲   | 白海豚 | 狮子山 | 榕樹        |
| 日本           | 摩羯        | 劍魚   | 鯨魚   | 圓規   | 天鸽        |
| 老撾           | 麗琵        | 法茜   | 燦鴻   | 南川   | 帕卡 1201   |
| 澳門           | 貝碧嘉      | 琵琶   | 蓮花   | 瑪瑙   | 珊瑚 1202   |
| 馬來西亞       | 溫比亞      | 塔巴   | 浪卡   | 莫蘭蒂 | 瑪娃 1203   |
| 密克罗尼西亚   | 蘇力        | 米娜   | 蘇迪羅 | 雷伊   | 古超 1204   |
| 菲律賓         | 西馬侖      | 海貝思 | 莫拉菲 | 馬勒卡 | 泰利 1205   |
| 韓國           | 飛燕        | 浣熊   | 天鵝   | 鮎魚   | 杜蘇芮 1206 |
| 泰國           | 山竹        | 威馬遜 | 艾莎尼 | 暹芭   | 卡努 1207   |
| 美國           | 尤特        | 麥德姆 | 艾濤   | 艾利   | 韋森特 1208 |
| 越南           | 潭美        | 夏浪   | 環高   | 桑達   | 蘇拉 1209   |

### 菲律賓熱帶氣旋命名法

當熱帶氣旋在紫色框內，便會給名字。

菲律宾大气地球物理和天文管理局使用自己一套命名法，作於該國風暴責任範圍內的熱帶氣旋命名之用。與日本氣象廳不同，只要該熱帶氣旋會很間接地吹襲菲律賓或會影響周邊國家的話（不論強度高低），就會使用以下之熱帶氣旋名字。名單每四年循環再用，因此本年名單與2008年太平洋颱風季的名單相同。本年未用名稱以灰色字表示，黑體字表示今年已經使用過。
| - Ambo 1203 - Butchoy 1204 - Carina 1205 - Dindo 1206 - Enteng 1207 - Ferdie 1208 - Gener 1209 | - Helen 1213 - Igme 1214 - Julian 1215 - Karen 1216 - Lawin 1217 - Marce 1220 - Nina 1221 | - Ofel 1223 - Pablo（已退役） 1224 - Quinta 1225 - Rolly（未用） - Siony（未用） - Tonyo（未用） - Ulysses（未用） | - Vicky（未用） - Warren（未用） - Yoyong（未用） - Zosimo（未用） - Alakdan（未用） - Balbo（未用） - Clara（未用） | - Dencio（未用） - Estong（未用） - Felipe（未用） - Gardo（未用） - Heling（未用） - Ismael（未用） - Julio（未用） |

由於Pablo對菲律賓做成嚴重傷亡，菲律宾大气地球物理和天文管理局宣佈將其從名單中除名。

## 颱風季影響
此列表列出了所有在2012年西太平洋曾經活躍的熱帶氣旋。包括該熱帶氣旋的強度，持續時間，名稱，登陸地點，死亡和破壞。所有破壞都以美元作為單位。括號內的氣旋名稱為菲律賓大氣地球物理和天文管理局所使用之當地命名；未命名之熱帶性低氣壓，則採用由聯合颱風警報中心提供之風暴編號。
ACE的計算公式為：{\displaystyle \sum _{}^{}{\frac {{v_{\mathrm {max} }}^{2}}{10^{4}}}}，每6小時取一次數據，單位為{\displaystyle 10^{4}kt^{2}}。
| 风暴名称        | 持续日期          | 风暴最高强度 | 最大持续风速 | 最低气压 （百帕） | ACE     | 登陆                                       | 登陆            | 登陆     | 损失 （百万美元） | 死亡人数 |
| 风暴名称        | 持续日期          | 风暴最高强度 | 最大持续风速 | 最低气压 （百帕） | ACE     | 地点                                       | 时间            | 风速     | 损失 （百万美元） | 死亡人数 |
| --------------- | ----------------- | ------------ | ------------ | ----------------- | ------- | ------------------------------------------ | --------------- | -------- | ----------------- | -------- |
| 熱帶低氣壓91W   | 1月13日–1月14日   | 热带低氣压   | 55 km/h      | 1006              | 0       | 没有登陆                                   | 没有登陆        | 没有登陆 | 0                 | 0        |
| 熱帶低氣壓01W   | 2月17日–2月21日   | 热带低氣压   | 55 km/h      | 1004              | 0.69    | 没有登陆                                   | 没有登陆        | 没有登陆 | 1                 | 2        |
| 帕卡            | 3月24日–4月2日    | 热带风暴     | 75 km/h      | 998               | 4.2375  | 越南巴地頭頓省川木縣                       | 4月1日16時      | 75 km/h  | 15.2              | 9        |
| 熱帶低氣壓 90C  | 4月8日–4月11日    | 热带低氣压   | 55 km/h      | 1004              | 0       | 没有登陆                                   | 没有登陆        | 没有登陆 | 0                 | 0        |
| 熱帶低氣壓97W   | 4月29日–4月30日   | 热带低氣压   | 45 km/h      | 1006              | 0       | 菲律賓西達沃省唐馬塞利諾                   | 4月30日晚上     | 45 km/h  | 0                 | 0        |
| 珊瑚            | 5月21日–5月28日   | 強烈熱帶風暴 | 110 km/h     | 975               | 9.2775  | 没有登陆                                   | 没有登陆        | 没有登陆 | 0.02              | 0        |
| 瑪娃 (Ambo)     | 5月31日–6月6日    | 颱風         | 140 km/h     | 960               | 11.305  | 没有登陆                                   | 没有登陆        | 没有登陆 | 0                 | 3        |
| 古超 (Butchoy)  | 6月10日–6月20日   | 颱風         | 185 km/h     | 930               | 24.69   | 日本和歌山縣西牟婁郡周參見町               | 6月19日16時     | 130 km/h | 100               | 3        |
| 古超 (Butchoy)  | 6月10日–6月20日   | 颱風         | 185 km/h     | 930               | 24.69   | 日本愛知縣西尾市                           | 6月19日19時     | 120 km/h | 100               | 3        |
| 泰利 (Carina)   | 6月16日–6月21日   | 強烈熱帶風暴 | 95 km/h      | 985               | 2.4925  | 没有登陆                                   | 没有登陆        | 没有登陆 | 24.9              | 1        |
| 杜蘇芮 (Dindo)  | 6月25日–6月30日   | 热带风暴     | 75 km/h      | 992               | 2.31    | 中國廣東省珠海市金灣區南水鎮沿海           | 6月30日2時30分  | 75 km/h  | 0.418             | 0        |
| 熱帶性低氣壓96W | 6月30日–7月5日    | 热带低氣压   | 55 km/h      | 1006              | 0       | 帛琉巴伯爾圖阿普島雅拉爾德州沿海           | 7月1日          | 55 km/h  | 0                 | 2        |
| 熱帶性低氣壓96W | 6月30日–7月5日    | 热带低氣压   | 55 km/h      | 1006              | 0       | 菲律賓南甘馬粦省聖荷西沿海                 | 7月4日          | 55 km/h  | 0                 | 2        |
| 熱帶性低氣壓96W | 6月30日–7月5日    | 热带低氣压   | 55 km/h      | 1006              | 0       | 菲律賓北甘馬粦省梅塞德斯沿海               | 7月4日          | 55 km/h  | 0                 | 2        |
| 熱帶性低氣壓96W | 6月30日–7月5日    | 热带低氣压   | 55 km/h      | 1006              | 0       | 菲律賓奎松省因凡塔沿海                     | 7月4日          | 55 km/h  | 0                 | 2        |
| 卡努 (Enteng)   | 7月15日–7月19日   | 強烈熱帶風暴 | 95 km/h      | 985               | 2.72    | 大韓民國濟州特別自治道西歸浦市沿海         | 7月18日18時20分 | 85 km/h  | 11.4              | 89       |
| 卡努 (Enteng)   | 7月15日–7月19日   | 強烈熱帶風暴 | 95 km/h      | 985               | 2.72    | 大韓民國全羅南道海南郡沿海                 | 7月18日19時     | 75 km/h  | 11.4              | 89       |
| 韋森特 (Ferdie) | 7月18日–7月25日   | 颱風         | 150 km/h     | 950               | 6.145   | 中國廣東省江門市台山市赤溪鎮沿海           | 7月24日4時15分  | 150 km/h | 329               | 15       |
| 蘇拉 (Gener)    | 7月26日–8月4日    | 颱風         | 130 km/h     | 960               | 10.795  | 台灣花蓮縣秀林鄉                           | 8月2日3時20分   | 130 km/h | 161               | 82       |
| 蘇拉 (Gener)    | 7月26日–8月4日    | 颱風         | 130 km/h     | 960               | 10.795  | 台灣新北市貢寮區三貂角                     | 8月2日14時25分  | 130 km/h | 161               | 82       |
| 蘇拉 (Gener)    | 7月26日–8月4日    | 颱風         | 130 km/h     | 960               | 10.795  | 中國福建省寧德市福鼎市秦嶼鎮沿海           | 8月3日6時50分   | 110 km/h | 161               | 82       |
| 達維            | 7月27日–8月4日    | 颱風         | 130 km/h     | 965               | 6.6525  | 日本鹿兒島縣熊毛郡屋久島沿海               | 8月1日14時      | 100 km/h | 636               | 14       |
| 達維            | 7月27日–8月4日    | 颱風         | 130 km/h     | 965               | 6.6525  | 中國江蘇省鹽城市響水縣陳家港鎮沿海         | 8月2日21時30分  | 130 km/h | 636               | 14       |
| 海葵            | 8月1日–8月10日    | 颱風         | 120 km/h     | 965               | 6.9375  | 中國浙江省寧波市象山縣鶴浦鎮沿海           | 8月8日3時20分   | 120 km/h | 2090              | 105      |
| 鴻雁            | 8月3日–8月10日    | 強烈熱帶風暴 | 95 km/h      | 990               | 3.8275  | 没有登陆                                   | 没有登陆        | 没有登陆 | 0                 | 0        |
| 熱帶低氣壓92W   | 8月9日–8月11日    | 热带低氣压   | 55 km/h      | 1008              | 0       | 没有登陆                                   | 没有登陆        | 没有登陆 | 0                 | 0        |
| 啟德 (Helen)    | 8月12日–8月18日   | 颱風         | 120 km/h     | 970               | 6.5125  | 菲律賓伊莎貝拉省帕拉南沿海                 | 8月15日5時      | 85 km/h  | 262               | 40       |
| 啟德 (Helen)    | 8月12日–8月18日   | 颱風         | 120 km/h     | 970               | 6.5125  | 中國廣東省湛江市麻章區東簡鎮沿海           | 8月17日12時30分 | 120 km/h | 262               | 40       |
| 啟德 (Helen)    | 8月12日–8月18日   | 颱風         | 120 km/h     | 970               | 6.5125  | 越南廣寧省雲屯縣沿海                       | 8月17日21時     | 110 km/h | 262               | 40       |
| 天秤 (Igme)     | 8月17日–8月30日   | 颱風         | 150 km/h     | 950               | 28.3275 | 台灣屏東縣牡丹鄉                           | 8月24日5時10分  | 140 km/h | 8.25              | 10       |
| 天秤 (Igme)     | 8月17日–8月30日   | 颱風         | 150 km/h     | 950               | 28.3275 | 大韓民國全羅南道寶城郡沿海                 | 8月30日9時30分  | 95 km/h  | 8.25              | 10       |
| 布拉萬 (Julian) | 8月19日–8月29日   | 颱風         | 185 km/h     | 910               | 28.885  | 日本沖繩縣名護市沿海                       | 8月26日20時     | 165 km/h | 475               | 88       |
| 布拉萬 (Julian) | 8月19日–8月29日   | 颱風         | 185 km/h     | 910               | 28.885  | 朝鮮民主主義人民共和國黃海南道龍淵郡沿海   | 8月28日15時15分 | 110 km/h | 475               | 88       |
| 布拉萬 (Julian) | 8月19日–8月29日   | 颱風         | 185 km/h     | 910               | 28.885  | 朝鮮民主主義人民共和國平安北道宣川郡沿海   | 8月28日22時50分 | 100 km/h | 475               | 88       |
| 熱帶低氣壓99W   | 8月23日–8月25日   | 热带低氣压   | 55 km/h      | 1008              | 0       | 朝鮮民主主義人民共和國黃海南道龍淵郡沿海   | 8月25日8時      | 55 km/h  | 0                 | 0        |
| 三巴 (Karen)    | 9月10日–9月18日   | 颱風         | 205 km/h     | 900               | 26.4875 | 日本沖繩縣國頭郡東村沿海                   | 9月16日6時30分  | 165 km/h | 379               | 6        |
| 三巴 (Karen)    | 9月10日–9月18日   | 颱風         | 205 km/h     | 900               | 26.4875 | 大韓民國慶尚南道南海郡沿海                 | 9月17日11時     | 140 km/h | 379               | 6        |
| 三巴 (Karen)    | 9月10日–9月18日   | 颱風         | 205 km/h     | 900               | 26.4875 | 俄羅斯遠東聯邦管區濱海邊疆區福基諾西部沿海 | 9月18日5時      | 85 km/h  | 379               | 6        |
| 熱帶低氣壓90W   | 9月10日–9月14日   | 热带低氣压   | 55 km/h      | 1006              | 0       | 没有登陆                                   | 没有登陆        | 没有登陆 | 0                 | 0        |
| 拉華 (Lawin)    | 9月20日–10月1日   | 颱風         | 205 km/h     | 905               | 49.6025 | 日本和歌山縣東牟婁郡串本町南部沿海         | 9月30日14時     | 130 km/h | 27.4              | 3        |
| 拉華 (Lawin)    | 9月20日–10月1日   | 颱風         | 205 km/h     | 905               | 49.6025 | 日本三重縣志摩市沿海                       | 9月30日16時30分 | 130 km/h | 27.4              | 3        |
| 拉華 (Lawin)    | 9月20日–10月1日   | 颱風         | 205 km/h     | 905               | 49.6025 | 日本愛知縣田原市沿海                       | 9月30日18時     | 130 km/h | 27.4              | 3        |
| 艾雲尼          | 9月23日–9月30日   | 強烈熱帶風暴 | 95 km/h      | 985               | 5.3525  | 没有登陆                                   | 没有登陆        | 没有登陆 | 0                 | 0        |
| 馬力斯          | 9月29日–10月4日   | 強烈熱帶風暴 | 95 km/h      | 985               | 3.1125  | 没有登陆                                   | 没有登陆        | 没有登陆 | 0                 | 0        |
| 格美 (Marce)    | 9月29日–10月7日   | 強烈熱帶風暴 | 95 km/h      | 990               | 3.8925  | 越南富安省綏和市沿海                       | 10月6日19時     | 65 km/h  | 0                 | 0        |
| 派比安 (Nina)   | 10月5日–10月19日  | 颱風         | 165 km/h     | 940               | 23.225  | 没有登陆                                   | 没有登陆        | 没有登陆 | 0                 | 1        |
| 瑪莉亞          | 10月13日–10月19日 | 強烈熱帶風暴 | 95 km/h      | 990               | 4.5825  | 没有登陆                                   | 没有登陆        | 没有登陆 | 0                 | 0        |
| 山神 (Ofel)     | 10月21日–10月29日 | 颱風         | 155 km/h     | 945               | 10.4975 | 菲律賓北蘇里高省布爾戈斯沿海               | 10月24日9時     | 65 km/h  | 513               | 42       |
| 山神 (Ofel)     | 10月21日–10月29日 | 颱風         | 155 km/h     | 945               | 10.4975 | 菲律賓迪納加特群島利博沿海                 | 10月24日14時    | 65 km/h  | 513               | 42       |
| 山神 (Ofel)     | 10月21日–10月29日 | 颱風         | 155 km/h     | 945               | 10.4975 | 菲律賓萊特省阿布約沿海                     | 10月24日20時    | 65 km/h  | 513               | 42       |
| 山神 (Ofel)     | 10月21日–10月29日 | 颱風         | 155 km/h     | 945               | 10.4975 | 菲律賓朗布隆省阿爾坎塔拉沿海               | 10月25日7時     | 65 km/h  | 513               | 42       |
| 山神 (Ofel)     | 10月21日–10月29日 | 颱風         | 155 km/h     | 945               | 10.4975 | 菲律賓東民都洛省曼薩萊沿海                 | 10月25日9時     | 75 km/h  | 513               | 42       |
| 山神 (Ofel)     | 10月21日–10月29日 | 颱風         | 155 km/h     | 945               | 10.4975 | 越南太平省太瑞县沿海                       | 10月28日1時     | 110 km/h | 513               | 42       |
| 熱帶低氣壓25W   | 11月12日–11月15日 | 热带低氣压   | 55 km/h      | 1004              | 0.5575  | 没有登陆                                   | 没有登陆        | 没有登陆 | 0                 | 0        |
| 寶霞 (Pablo)    | 11月26日–12月9日  | 颱風         | 185 km/h     | 930               | 37.5175 | 菲律賓東達沃省巴岡阿沿海                   | 12月4日3時30分  | 185 km/h | 1040              | 1146     |
| 寶霞 (Pablo)    | 11月26日–12月9日  | 颱風         | 185 km/h     | 930               | 37.5175 | 菲律賓巴拉望省洛克薩斯沿海                 | 12月5日11時     | 120 km/h | 1040              | 1146     |
| 悟空 (Quinta)   | 12月24日–12月28日 | 热带风暴     | 75 km/h      | 1000              | 1.7425  | 菲律賓南萊特省錫拉戈沿海                   | 12月26日0時     | 75 km/h  | 5.48              | 20       |
| 悟空 (Quinta)   | 12月24日–12月28日 | 热带风暴     | 75 km/h      | 1000              | 1.7425  | 菲律賓宿霧省達瑙沿海                       | 12月26日5時     | 75 km/h  | 5.48              | 20       |
| 悟空 (Quinta)   | 12月24日–12月28日 | 热带风暴     | 75 km/h      | 1000              | 1.7425  | 菲律賓西內格羅省聖卡洛斯沿海               | 12月26日8時     | 75 km/h  | 5.48              | 20       |
| 悟空 (Quinta)   | 12月24日–12月28日 | 热带风暴     | 75 km/h      | 1000              | 1.7425  | 菲律賓巴拉望省洛克薩斯沿海                 | 12月27日0時     | 65 km/h  | 5.48              | 20       |
| 季节总结        |                   |              |              |                   |         |                                            |                 |          |                   |          |
| 34個 熱帶氣旋   | 1月13日–12月28日  |              | 205 km/h     | 900               | 322.78  | 46次登陆                                   | 46次登陆        | 46次登陆 | 6079.068          | 1681     |

## 內部連結
- 2012年大西洋颶風季
- 2012年太平洋颶風季
- 2012年北印度洋氣旋季
- 2011－2012年西南印度洋熱帶氣旋季
- 2011－2012年澳洲地區熱帶氣旋季
- 2011－2012年南太平洋熱帶氣旋季
- 2012－2013年西南印度洋熱帶氣旋季
- 2012－2013年澳洲地區熱帶氣旋季
- 2012－2013年南太平洋熱帶氣旋季

## 外部連結
- 聯合颱風警報中心（页面存档备份，存于）
- 中央氣象台-颱風實時路徑顯示
- 中國中央氣象台
- 日本氣象廳熱帶氣旋資訊（页面存档备份，存于）
- 菲律賓大氣地理天文部門熱帶氣旋資訊
- 中央氣象局全球資訊網
- 香港天文台熱帶氣旋資訊（页面存档备份，存于）
- 澳門地球物理暨氣象局熱帶氣旋資訊（页面存档备份，存于）
- 熱帶氣旋衛星影像（页面存档备份，存于）
- 數位颱風—熱帶氣旋資料及圖片（页面存档备份，存于）
- ACE（页面存档备份，存于）